# Doliolina undulata
Doliolina undulata är en ryggsträngsdjursart som beskrevs av Takasi Tokioka och D. Berner 1958. Doliolina undulata ingår i släktet Doliolina och familjen tunnsalper. Inga underarter finns listade i Catalogue of Life.